# Epitolina
De Epitolina zijn een subtribus van vlinders uit de tribus Liptenini van de familie Lycaenidae. Het typegeslacht van de subtribus is Epitola. Epitolina is ook de naam van een van de geslachten in deze subtribus.

## Geslachten
- Epitola
- Aethiopana
- Batelusia
- Cephetola
- Cerautola
- Deloneura
- Epitolina
- Geritola
- Hewitola
- Hewitsonia
- Hypophytala
- Iridana
- Neaveia
- Neoepitola
- Phytala
- Powellana
- Pseudoneaveia
- Stempfferia
- Teratoneura
- Tumerepedes